# Gian Vittorio Baldi
Gian Vittorio Baldi (* 30. Oktober 1930 in Bologna; † 23. März 2015 in Faenza) war ein italienischer Regisseur und Filmproduzent.

## Leben
Baldi schloss sein Studium der Sozialwissenschaften an der Universität La Sapienza in Rom ab und schrieb sich am Centro Sperimentale di Cinematografia ein. 1955 debütierte er dann als Dokumentarfilmer, bald gewann er einen Goldenen Löwen beim Filmfestival Venedig für den Kurzfilm Il pianto delle zitelle (1958). Auch sein 1960 entstandener Film La casa delle vedove war mit einer Oscar-Nominierung erfolgreich bei den Kritikern. Im darauffolgenden Jahr inszenierte er erstmals: seine Episode La prova d’amore war Teil des Films Le Italiani e l’amore. Es folgten einige künstlerisch beachtliche Filme, zu denen er auch immer die Bücher schrieb; ab 1967 widmete er sich auch der Produktion von Autorenfilmen, wofür er seine Gesellschaft I.D.I. Cinematografia gründete. Mit seinen eigenen Filmen bediente er ab 1975 ausschließlich das Fernsehen.
Baldi war Dozent an der Facoltà di Lettere e Filosofia der Universität seiner Heimatstadt.

## Filmografie (Auswahl)

### Als Regisseur
- 1958: Il pianto delle zitelle (Kurzfilm)
- 1960: La casa delle vedove (Kurzfilm)
- 1961: Die Italienerin und die Liebe (Le Italiane e l’amore) (Episode)
- 1999: Il temporale

### Als Produzent
- 1969: Der Schweinestall (Porcile)